# Čunovo
Čunovo (niem. Sarndorf, węg. Dunacsún, chor. Čunovo) – dzielnica Bratysławy, położona na prawym brzegu Dunaju, w powiecie Bratysława V. Znajduje się tuż przy granicy węgierskiej i austriackiej, oraz w pobliżu zbiornika wodnego Gabčíkovo (Vodné dielo Gabčíkovo).

## Historia
Teren ten był już zasiedlony w czasach rzymskich – w 1949 znaleziono w okolicy ślady rzymskiej osady.
Po raz pierwszy wzmiankowane w 1232 jako Chun. Już po kilku latach zostało spustoszone przez Tatarów. Po odbudowie było miejscowością na granicy pomiędzy Dolnymi a Górnymi Węgrami. W języku słowiańskim nazywało się wówczas Chunn, po niemiecku Sarndorf, a po węgiersku Csún.
W XVI wieku we wsi osiedlili się Chorwaci, uciekający z terenów zajętych przez Turków. W okresie rządów Marii Teresy żyło w osadzie 716 osób. Po zniesieniu poddaństwa majątkiem zarządzał graf Emanuel Zichy, a w 1905 odkupił go graf Elemér Lónay, drugi małżonek arcyksiężnej Stefani Koburg.

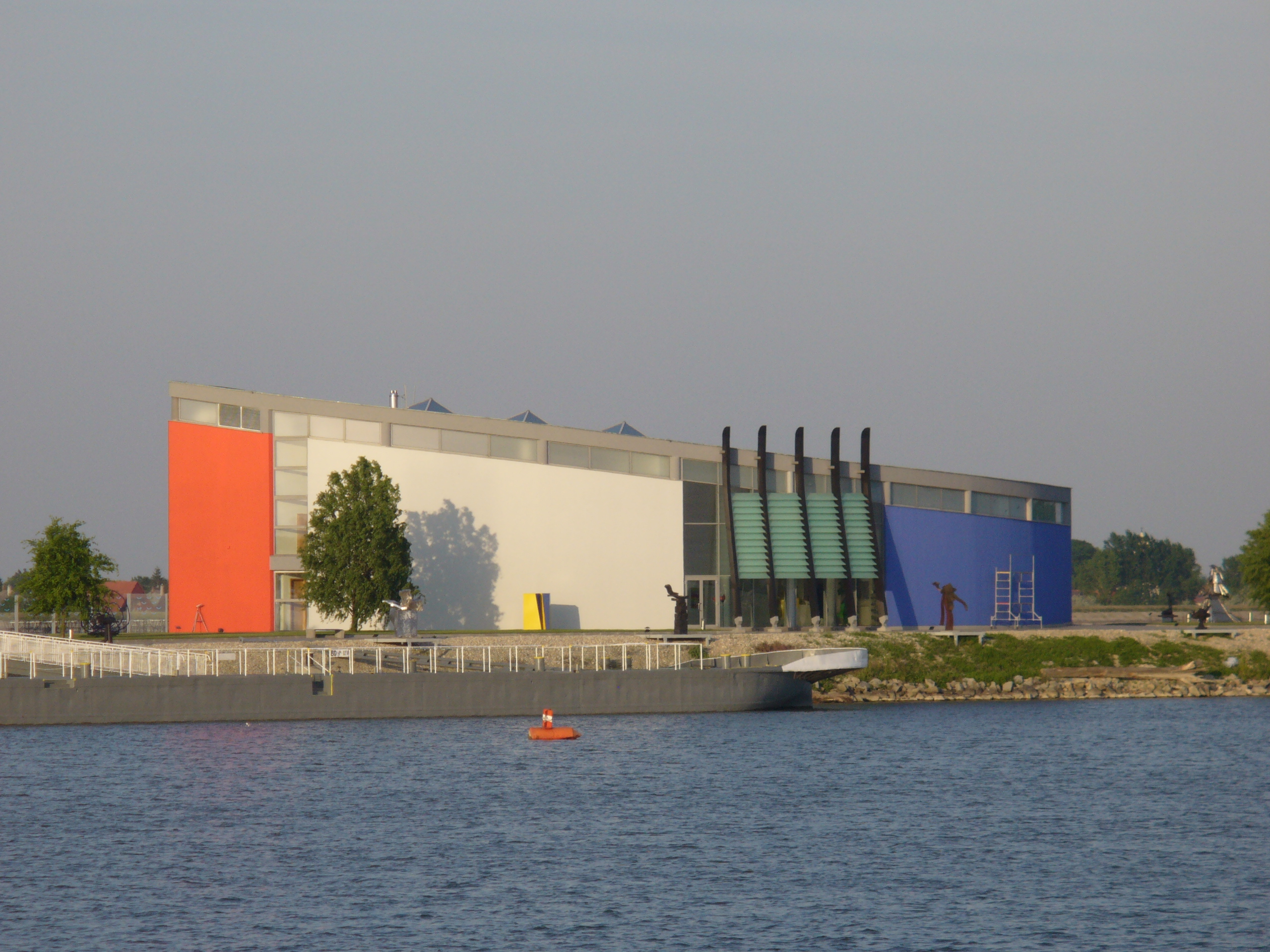
Danubiana Meulensteen Art Museum

Do 1947 Čunovo pod nazwą Dunacsún było częścią Węgier, następnie w wyniku ustaleń traktatu paryskiego wraz z Rusovcami i Jarovcami włączone do Czechosłowacji (zob. przyczółek bratysławski). Nie było to uzasadnione względami narodowościowymi – na początku XX wieku i w okresie międzywojennym większość mieszkańców stanowili Chorwaci, sporo było też Węgrów i Niemców (tych ostatnich w okresie międzywojennym 18-22%), Słowaków zaś niewielu (Chorwaci żyją tutaj do dzisiaj, zachowując swoją kulturę i język).
Od 1972 Čunovo jest jedną z dzielnic stolicy Słowacji, najbardziej wysuniętą na południe. Znajdowało się tutaj kolejowe i drogowe przejście graniczne z Węgrami.
W 2000 otwarto w Čunovie Danubiana Meulensteen Art Museum – muzeum sztuki nowoczesnej, które cieszy się dużą popularnością wśród turystów. Najcenniejszym zabytkiem jest barokowy kościół z XVIII wieku.